# Duma di Stato (Impero russo)
La Duma di Stato dell'Impero Russo fu un'assemblea legislativa esistente nella parte finale dell'Impero russo, aveva sede nel Palazzo di Tauride a San Pietroburgo. Convocata 4 volte tra il 1905 e il 1917, con il crollo dello Zarismo e la nascita dell'Unione Sovietica la Duma Imperiale cessò di esistere.

## Storia
Nel 1905 lo zar Nicola II diventava sempre più impopolare a causa dei grandi insuccessi militari e delle pesanti perdite di vite umane che l'impero stava subendo per mano dei giapponesi in Corea e Manciuria nell'ambito della guerra russo-giapponese. La situazione degenerò sempre più quando lo Zar iniziò ad ordinare nuovi e continui reclutamenti di uomini da mandare al fronte per cercare di ribaltare l'esito di un conflitto che negli occhi dell'opinione pubblica era già perso; lo Zar dovette fronteggiare una serie massiccia di scioperi e rivolte di operai e studenti.
Con la cosiddetta Domenica di sangue ebbe inizio la rivoluzione russa del 1905. In agosto il primo ministro Sergej Jul'evič Vitte introdusse il concetto della Duma, tuttavia per tentare di farlo accettare allo Zar, Vitte aveva pianificato una Duma priva di reali poteri e con funzioni solo consultive. In ottobre la situazione degenerò a tal punto che Vitte riuscì a convincere lo Zar ad emanare il manifesto di ottobre, un documento con cui lo Zar concedeva alcuni importanti diritti civili, tra cui l'elezione di un'assemblea avente funzione legislativa che prese appunto il nome di Duma di Stato e destinata a diventare la camera bassa del parlamento russo, mentre il Concilio di Stato dell'Impero Russo avrebbe assunto le funzioni della camera alta.
Nicola II tuttavia restò un fermo sostenitore del proprio potere autocratico e durante la stesura della costituzione, emanata il 23 aprile 1906, si assicurò ampi poteri e limitò quelli della Duma. La costituzione prevedeva che nessuna legge approvata dalla Duma potesse entrare in vigore senza l'approvazione del Concilio di Stato (nominato per metà direttamente dallo Zar e composto quasi esclusivamente da nobili) e dello Zar che possedeva comunque il diritto di veto e poteva sciogliere la Duma e convocare nuove elezioni in qualsiasi momento; inoltre la Duma non aveva nessun potere nella scelta e nella nomina dei ministri che pertanto rimanevano responsabili solo ed esclusivamente di fronte allo Zar.
Un potere importante concesso alla Duma era quello che qualsiasi legge dovesse essere approvata dalla camera bassa prima dell'entrata in vigore definitiva, anche se lo Zar tramite l'articolo 87 si era riservato il diritto di emanare decreti d'emergenza di valore temporaneo senza bisogno dell'approvazione della Duma. La Duma fu convocata quattro volte, ma di queste solo una (la terza) riuscì a svolgere in pieno i propri compiti.

### Prima Duma

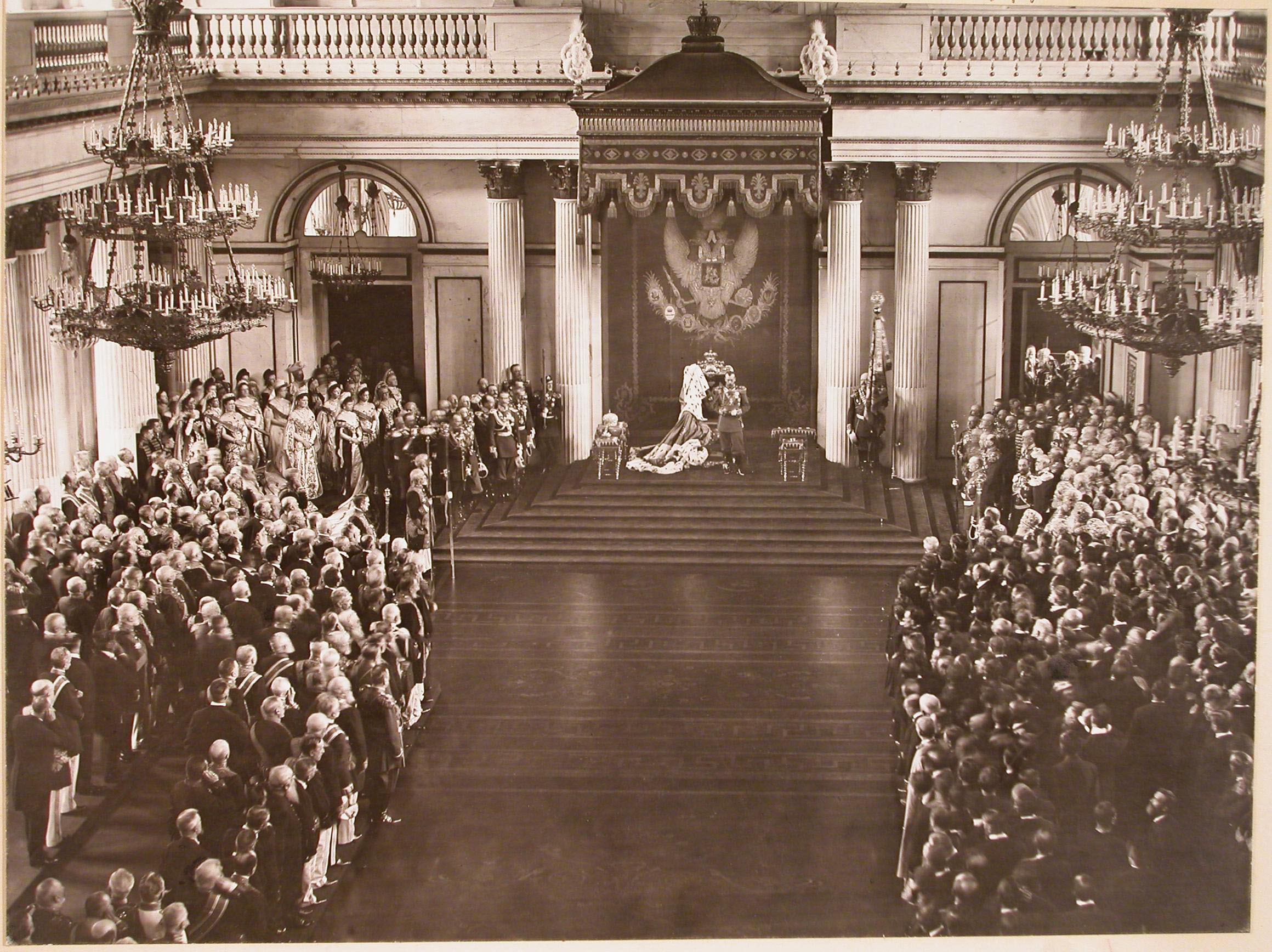
Nella sala del trono del Palazzo d'Inverno Nicola II tiene un discorso ai deputati della Duma

La prima Duma aprì i battenti il 27 aprile alla presenza di 566 deputati, eletti alle elezioni legislative del marzo precedente: in questa consultazione gran parte dei partiti di sinistra più radicali come il Partito Socialista Rivoluzionario attuarono un boicottaggio e non si presentarono, consentendo quindi al Partito Democratico Costituzionale di avere la maggioranza relativa con 179 seggi.
I Trudovichi, esponenti di un partito laburista e quindi meno radicale dei socialisti, ottennero 136 seggi. Altri partiti minori (tra cui gli ottobristi) ottennero qualche decina di deputati. Faceva parte di questo consesso legislativo anche il poeta georgiano Ilia Ch'avch'avadze, eletto tra le file dei nazionalisti non russi. Presidente della Duma venne eletto il professor Muromcev, insegnante di diritto all'Università di Mosca.
La prima Duma ebbe vita breve (durò infatti soltanto dal 27 aprile all'8 luglio 1906) e ben poca fortuna: lo Zar e il primo ministro Ivan Goremykin infatti erano molto riluttanti a presentarsi alla Duma e a dividere con essa il potere, mentre i deputati chiedevano continue riforme, principalmente per ciò che concerneva il diritto al voto, il sistema elettorale e la regolamentazione della proprietà terriera. Irritato dai principi liberali, lo Zar sciolse la Duma l'8 luglio, nominando nuovo primo ministro Pyotr Stolypin nello stesso giorno.

### Seconda Duma
La seconda Duma ebbe ugualmente breve vita, rimanendo in carica solo tra il 20 febbraio e il 3 giugno 1907. Bolscevichi, Menscevichi e in generale tutti i socialisti abbandonarono l'idea del boicottaggio, scegliendo di partecipare e conquistare dei seggi. I cadetti persero di poco la maggioranza (lasciando per strada quasi la metà dei loro seggi) a vantaggio dei Trudovichi, che pur registrano un lieve calo.
Il primo ministro Stolypin e la Seconda Duma non riuscirono mai a cooperare per il bene del paese: la forte presenza dei partiti di sinistra, spesso alleati del Partito Democratico Costituzionale, portava la Duma a chiedere sempre più insistentemente la riforma della proprietà terriera e la confisca della terra ai grandi latifondisti, cosa a cui Stolypin si opponeva con tutte le sue forze, coadiuvato ovviamente dallo Zar.
Il 1º giugno 1907 Stolypin accusò i socialisti di preparare rivolte armate e pretese di escludere 55 deputati social-democratici dal voto (togliendo a 16 di questi l'immunità parlamentare): la Duma ovviamente rifiutò questo ultimatum provocando la rappresaglia dello Zar, che con un decreto d'autorità decise di sciogliere nuovamente il Parlamento. Il 16 giugno 1907, usando il potere della decretazione d'urgenza, il sovrano scelse di riformare il sistema di voto dando più peso alle preferenze delle classi più abbienti (in particolare dei proprietari terrieri), garantendosi in questo modo una Duma più favorevole. Più precisamente, il voto di un proprietario terriero contava grosso modo quanto i voti di quattro membri dell'alta borghesia, di 65 rappresentanti della classe media, di 260 contadini e di 540 operai. Nel complesso, a 200 000 membri della nobiltà terriera venne garantito il 50% dei seggi della Duma.

### Terza Duma
La terza Duma fu l'unica a non essere sciolta dallo Zar e restò in carica per tutto il mandato quinquennale (1907–1912): ciò avvenne perché la maggior parte dei deputati era ottobrista (l'Unione del 17 ottobre era un partito di ideologia conservatrice e riformista moderata) in quanto eletta in maggioranza da nobili, proprietari terrieri, industriali e uomini d'affari. Questa maggioranza favorì enormemente la cooperazione con il governo. Durante il suo mandato la Duma presentò e approvò 200 proposte di legge e votò 2500 disegni di legge.
Durante questa legislatura, la Duma approvò un incremento delle capacità militari della Russia, i piani di Stolypin per la riforma agraria e le misure di base per il benessere sociale. Il potere degli odiati "capitani terreni" di Nicola II venne costantemente ridotto e inoltre vennero introdotte misure più severe contro gli indipendentisti finlandesi; in generale, questa Duma si prese il compito di favorire la "russificazione" in tutto l'impero, nel tentativo di renderlo più omogeneo. Nel settembre del 1911 Stolypin venne assassinato e fu sostituito dal ministro delle Finanze Vladimir Nikolaevič Kokovcov.

### Quarta Duma
La quarta Duma, dominata dai "cani sciolti" (ossia politici che non facevano riferimento a nessun partito specifico) di destra, rimase in carica formalmente dal 1912 al 1917 ma in pratica non operò più dal 1914 e per questo ebbe poca influenza nella vita politica del paese. Allo scoppio della prima guerra mondiale la Duma votò volontariamente la propria dissoluzione per tutta la durata del conflitto e nel 1917, con la rivoluzione di febbraio e la conseguente caduta dell'Impero russo, venne sciolta definitivamente.

### Quinta Duma
La quinta Duma non vide mai la luce: le elezioni erano previste nel 1917 ma non si tennero mai per via della Rivoluzione d'ottobre.

## Seggi e gruppi parlamentari[cifre da verificare]
| Partito                                 | Prima Duma       | Seconda Duma                   | Terza Duma       | Quarta Duma      |
| --------------------------------------- | ---------------- | ------------------------------ | ---------------- | ---------------- |
| Partito Operaio Socialdemocratico Russo | 18 (Menscevichi) | 65 (Menscevichi e Bolscevichi) | 19 (Bolscevichi) | 15 (Bolscevichi) |
| Partito Socialista Rivoluzionario       | –                | 37                             | –                | –                |
| Trudovichi                              | 136              | 104                            | 13               | 10               |
| Partito Progressista                    | 27               | 28                             | 28               | 41               |
| Partito Democratico Costituzionale      | 179              | 98                             | 52               | 57               |
| Nazionalisti non russi                  | 121              | –                              | 26               | 21               |
| Partito di Centro                       | –                | –                              | –                | 33               |
| Unione del 17 ottobre                   | 17               | 44                             | 154              | 95               |
| Nazionalisti                            | 60               | 93                             | 26               | 22               |
| Destra apartitica                       | 8                | 10                             | 147              | 154              |
| TOTALE                                  | 566              | 479                            | 465              | 448              |

## Presidenti
- Prima Duma: Sergei Muromtsev (Partito Democratico Costituzionale) 1906
- Seconda Duma: Feodor Golovin (Partito Democratico Costituzionale) 1907
- Terza Duma: Aleksandr Gučkov (Partito ottobrista) 1907–1911
- Terza Duma: Mikhail Rodzyanko (Partito ottobrista) 1911–1912
- Quarta Duma: Mikhail Rodzyanko (Partito ottobrista) 1912 – 1917